# TriFil
TriFil é uma fabricante brasileira de moda íntima com uma fábrica e sede em Itabuna, na Bahia. A empresa é líder no segmento e pioneira em explorar a tecnologia "sem costura" no Brasil. A companhia emprega cerca de 4.000 pessoas.

## História
A empresa foi fundada em 1963, no bairro do Cambuci, em São Paulo. O fundador, Ludwig Heilberg, imigrante alemão e alfaiate, possuía uma pequena confecção de uniformes. Seus negócios foram rapidamente ampliados, passando a produzir também roupas de tamanhos especiais. No entanto, foi através da exploração de um novo nicho de mercado - a confecção de meias femininas - que a indústria cresceu. Nasceu, então, a marca TriFil, nome inspirado nos teares que trabalham com três fios.
Até os anos 70, a empresa mantém um crescimento geométrico, quando as calças passaram a ser incorporadas ao vestuário feminino, obrigando a companhia a diversificar sua produção, confeccionando também esportivos sob licenciamento da marca Adidas. Em 1975, a fabrica começa a produzir camisas polo, agasalhos e calções de futebol com a marca TriFil. Em 1986, a indústria abandona a produção de agasalhos esportivos e aposta na confecção de moda íntima.
Em 1990, foi inaugurada a segunda fábrica da empresa em Guarulhos (Região Metropolitana de São Paulo). O projeto foi baseado em um sistema verticalizado, tornando-se a empresa autossuficiente no beneficiamento de matéria prima. Nessa unidade foi criado um centro de texturização e recobrimento de fios. O crescimento da empresa se manteve e a Fábrica II teve seu espaço expandido para abrigar os setores de tecimentos de meias esportivas e masculinas.
Em 1998, a TriFil importou da Itália máquinas de última geração e para apostar no segmento "sem costura", tornando-se a empresa pioneira do setor a explorar esse tipo de tecnologia. Já em maio de 2002, a empresa expande ainda mais sua produção com a inauguração de uma nova unidade fabril em Itabuna, na Bahia. Atualmente com uma área de 40.000 m² de construção, a planta abriga toda a expedição de produtos acabados.
Hoje, na unidade da Bahia são produzidas as linhas de meias esportivas, masculinas e roupas íntimas sem costura TriFil, além de toda coleção de roupas e underwear Scala. Já em São Paulo, é confeccionada a linha de meias femininas e os fios especiais para malharia circular, retilínea e tecelagens. Todas as unidades contam com modernas instalações de tinturarias, com cozinha eletrônica de cores e equipamentos de aferição de cores.

## Grupo Scalina
Atualmente, as marcas TriFil e Scala fazem parte do Grupo Scalina que foi comprado pela empresa Lupo S/A em dezembro de 2017. A Fábrica I, localizada em Itabuna (BA), é responsável pela fabricação de toda a linha sem costura da marca,  meia fina, e socks.